# Беарзот, Энцо
Э́нцо Беарзо́т (итал. Enzo Bearzot; 26 сентября 1927, Аелло-дель-Фриули, Удине — 21 декабря 2010, Милан) — итальянский футболист и тренер. Возглавлял молодёжную и первую сборную Италии по футболу. В 1982 году привёл национальную команду к победе в чемпионате мира.

## Карьера

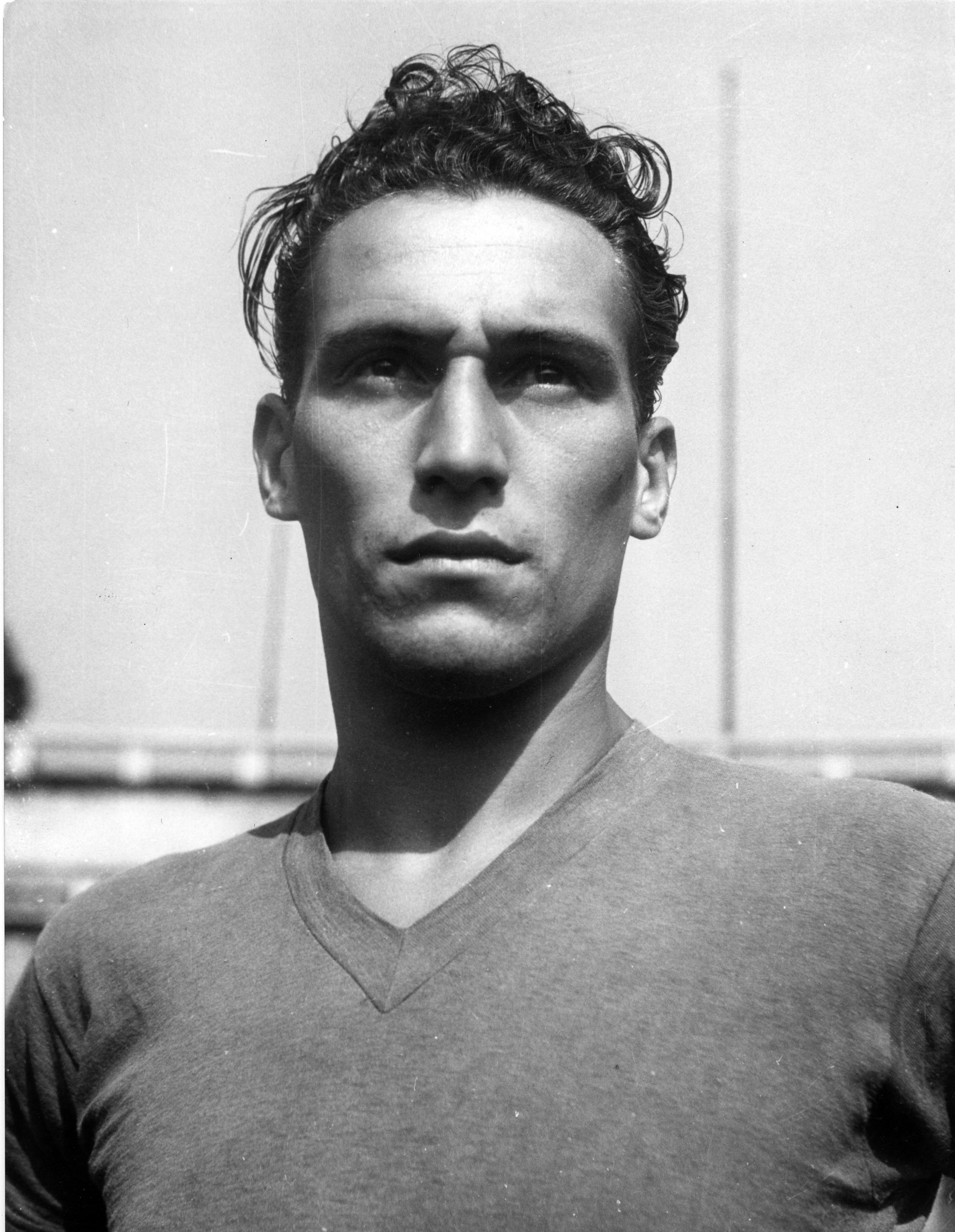
1948 год

Энцо Беарзот начал карьеру в клубе «Про Гориция», откуда затем перешёл в «Интер». Затем он играл за «Катанию» и «Торино», где впервые получил вызов в национальную команду. Затем Энцо вновь выступал за «Интер», а завершил карьеру в «Торино».

## Тренерская карьера

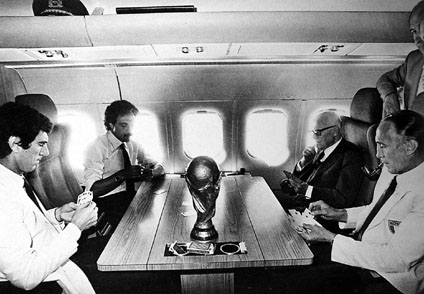
Беарзот (крайний справа) с Кубком мира

Завершив карьеру футболиста, Беарзот начал тренерскую карьеру, сначала как тренер вратарей, затем как помощник Нерео Рокко и Эдмондо Фаббри. В 1968 году Беарзот впервые самостоятельно начал тренировать, возглавив клуб «Прато», где первоначально был ассистентом, а затем, в январе 1969 года стал главным тренером, заменив Дино Баллаччи. С этим клубом Беарзот занял 8 место в серии С.
В 1969 году Энцо стал главным тренером сборной Италии до 23 лет, откуда перешёл в стан национальной сборной, став помощником Ферруччо Валькареджи.
В 1975 году Беарзот был назначен главным тренером сборной Италии. Это произошло благодаря вмешательству технического комиссара Бернардини, Джиджи Пероначе. В 1978 году Энцо привёл сборную к 4-му месту на чемпионате мира в Аргентине. Через два года его команда вышла лишь на то же 4-е место и на «домашнем» чемпионате Европы, не взяв медалей.
Однако, в 1982 году Энцо привёл национальную команду к победе на чемпионате мира в Испании. Это произошло несмотря на жёсткую критику со стороны итальянских СМИ, из-за которой он даже был вынужден ввести мораторий на общение с журналистами, и проблем с ключевыми игроками.
После победы на чемпионате мира, итальянцы не смогли пройти квалификацию к чемпионату Европы, заняв в отборочной группе лишь 4-е место. После Чемпионата мира 1986 в Мексике, где Италия дошла лишь до 1/8 финала, Беарзот покинул пост главного тренера сборной, несмотря на то, что его контракт был рассчитан до 1990 года — до «домашнего» чемпионата мира). На посту его сменил Адзельо Вичини (1986—1991).
Под руководством Беарзота сборная провела 104 матча, таким образом он опередил Витторио Поццо, имевшего 97 встреч; в них команда одержала 51 победу, 28 матчей завершила вничью и 25 матчей проиграла.

## После сборной
С 2002 по 2005 год Беарзот занимал пост президента тренерского сектора федерации футбола Италии.
21 декабря 2010 года скончался в Милане на 84-м году жизни.

## Память
Ежегодная премия имени Энцо Беарзота, учрежденная в 2011 году — вручается лучшему итальянскому тренеру, отбираемому по мнению особого жюри, составленного из представителей прессы и футбольных инстанций.
В Коверчано (Флоренция) именем футболиста назван стадион, на котором играет женская сборная Италии по футболу.

## Достижения
Сборная Италии
- Чемпион мира: 1982

Личные
- 24-е место списке лучших тренеров в истории футбола по версии World Soccer: 2013[10][11]

## Награды
- Великий офицер ордена «За заслуги перед Итальянской Республикой»: 25 октября 1982 года[12]